# 홍천시장
홍천시장(Hongcheon Market)은 강원특별자치도 홍천군 홍천읍 홍천로8길 13에 위치한 재래시장이다.

## 개요

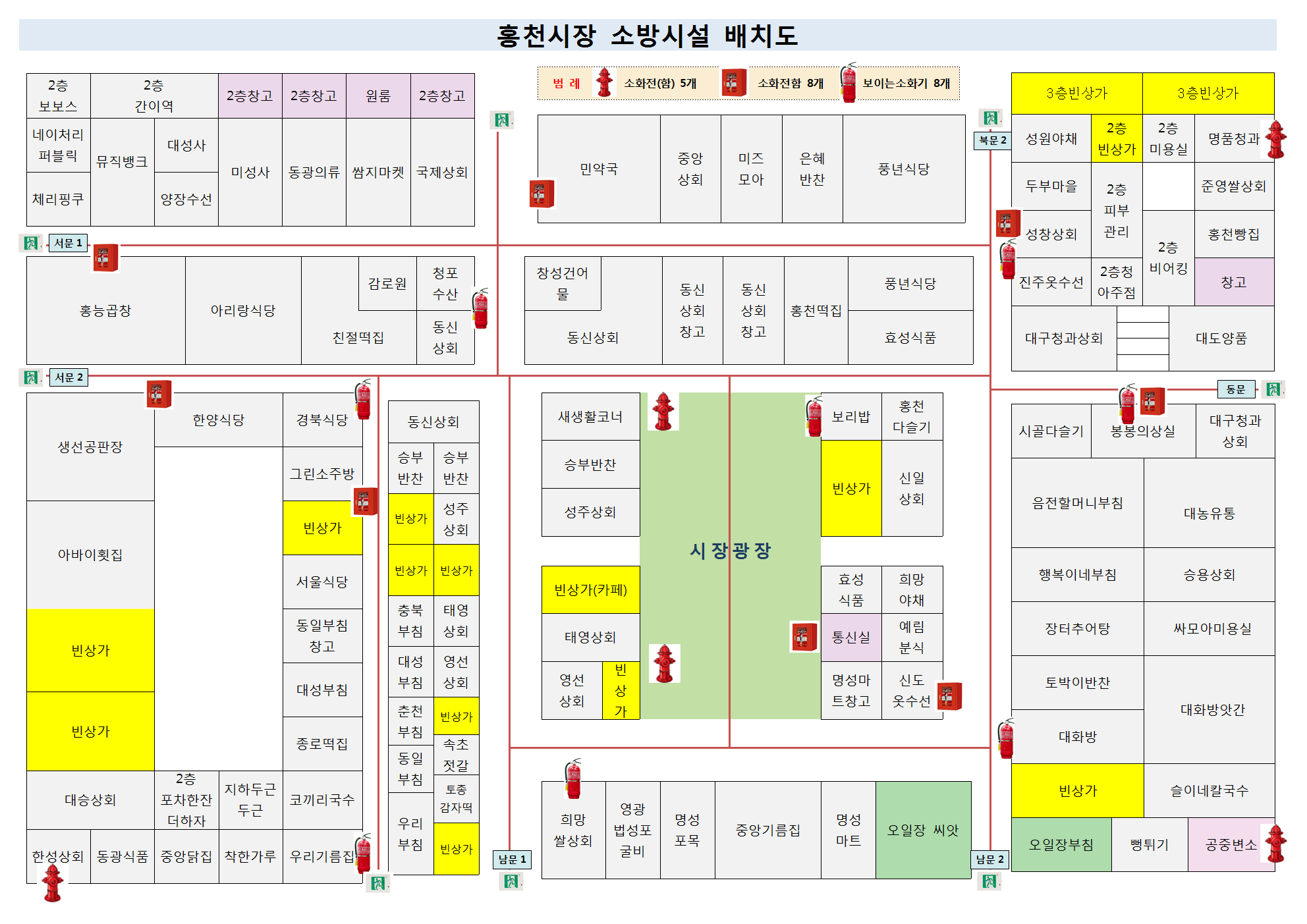
2018년 1월 홍천시장 소방시설 배치도

1955년 6월 3일 개설되었다. 한복류, 채소류, 슈퍼, 공산품, 식당, 전통식품, 생선 등을 취급하는 종합 상설시장이다. 홍천의 대표적 시장으로 해방직후인 1946년 영서지역 교통 중심지로 상인 및 인구가 유입되어 장터가 형성되었다. 1980년대부터 중앙시장과 더불어 크게 번성, 5일장과 함께 전통 민속장터로 자리잡았다. 총 6개 블록에 대부분 단층의 점포로 총 연면적 3,436m2, 점포수 119개, 상인 90명, 1일 방문객 약 560명이다.